# 이브와르
이브와르(프랑스어: Yvoire [ivwaʁ][*])는 프랑스 남동부 오트사부아주 오베르뉴론알프 지역에 있는 작은 중세 도시이다. 제네바에서 북동쪽으로 24km 떨어져 있다.

## 지리
레만 반도의 끝에 위치한 이브와르는 제네바 호수의 두 가지 주요 부분인 ‘쁘띠 락’(petit lac)과 ‘그랑 락’grand lac)을 구분한다.

## 특징
이 도시는 중세 건물과 여름 꽃 전시뿐만 아니라 마을 중앙에 있는 정원인 오감정원(Jardin des Cinq Sens)로 유명하다. 그것은 “프랑스에서 가장 아름다운 마을” 중 하나로 불린다.

## 역사
1306년부터 아메데오 5세 백작은 이브와르의 전략적 위치를 크고 작은 호수 사이의 초소로 사용하여 강력한 요새를 건설했다. 반세기 동안 이 도시는 중요한 군사적 역할을 수행했으며, 1324년에는 주민들이 통행료를 면제받기까지 했다. 베른 전역보다 늦게 점령되면서 도시는 1536년에서 1591년 사이에 군사적 지위를 상실했고, 도시 성벽의 고리가 해체되었다. 성은 불타고 350년 동안 지붕 없이 남아 있었다. 오랜 세월 동안 마을은 무의미하게 남아 있었고, 군사적으로 중요한 단지는 단순한 농어촌으로 변모했다. 신흥 관광산업으로 인해 1950년에야 새로운 개발이 시작되었다. 1959년에는 마을 최초로 국화상을 받았다.

## 인구

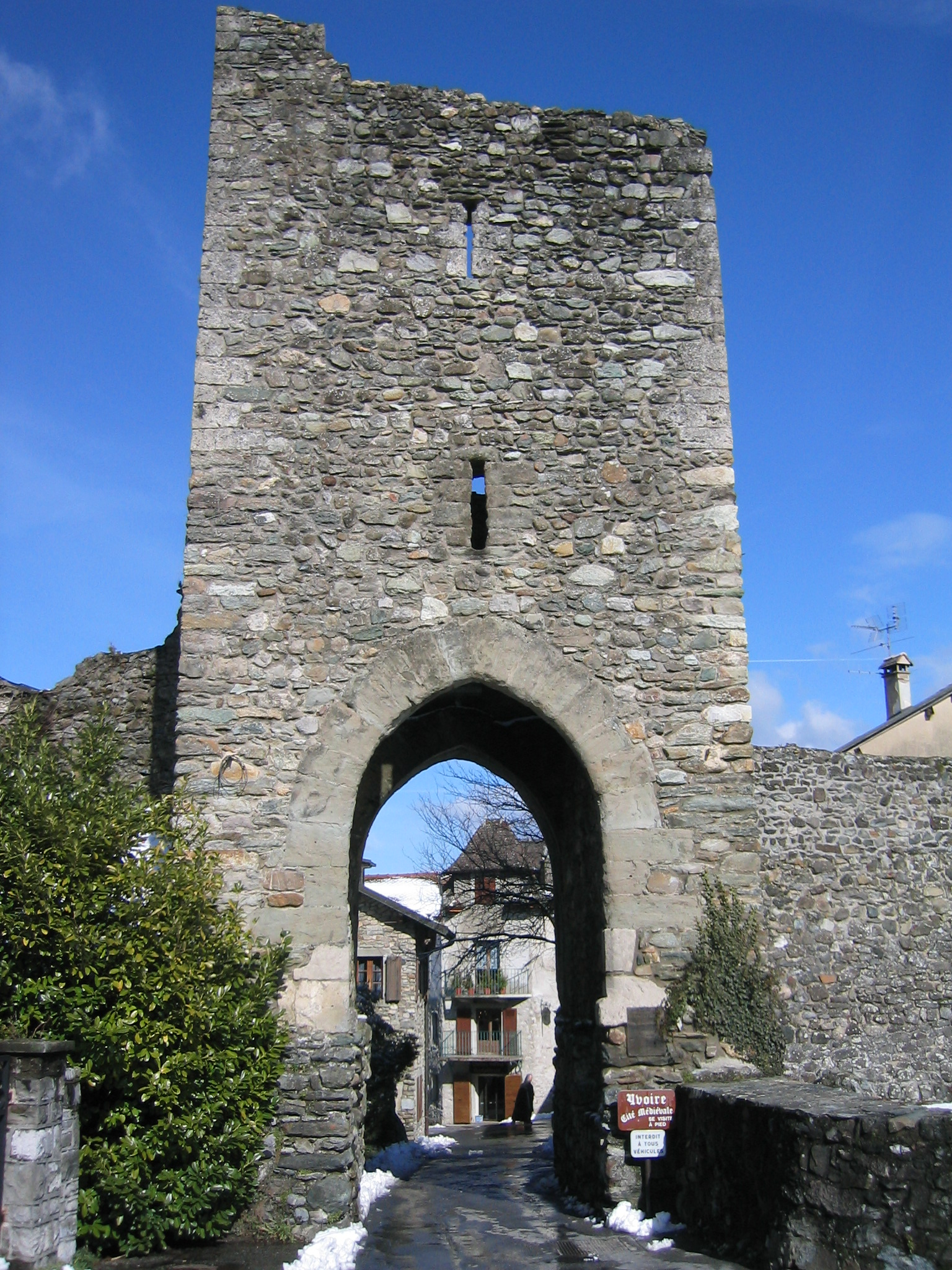
중세문

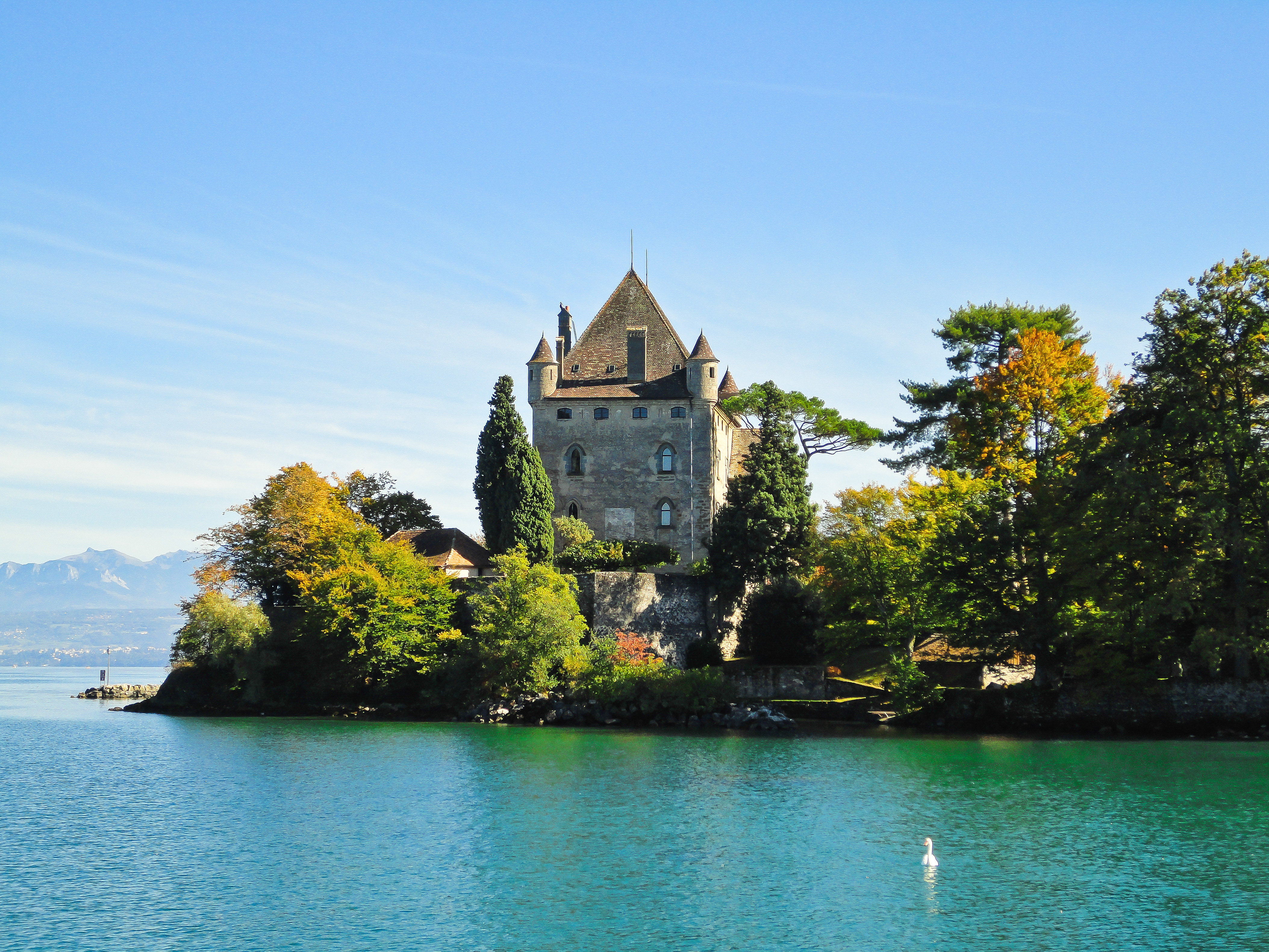
제네바호의 이브와르성

| 연도 | 인구 | ±%    |
| ---- | ---- | ----- |
| 2006 | 810  | —     |
| 2007 | 811  | +0.1% |
| 2008 | 817  | +0.7% |
| 2009 | 820  | +0.4% |
| 2010 | 849  | +3.5% |
| 2011 | 879  | +3.5% |
| 2012 | 884  | +0.6% |
| 2013 | 901  | +1.9% |
| 2014 | 925  | +2.7% |
| 2015 | 953  | +3.0% |
| 2016 | 981  | +2.9% |
| 2017 | 993  | +1.2% |

## 명소
성 판크라티우스에게 헌정된 교회는 아마도 11세기에 지어졌으며, 그 이후로 여러 번 재건되었다. 현재 종탑은 1854년에 지어졌으며, 19세기 말 사보이와 피에몬테의 종교 건축물을 특징짓는 양파형 돔 가족에 속한다. 원래 녹슨 강철 시트로 덮인 이 첨탑은 1989년에 보수 공사를 거쳐 강철을 스테인리스 스틸과 판금으로 교체해야 했다.

## 같이 보기
- 오트사부아주의 코뮌 목록